# Wereldkampioenschappen schaatsen afstanden 2011 - 10.000 meter mannen
De 10.000 meter mannen op de wereldkampioenschappen schaatsen afstanden 2011 werd gehouden op zaterdag 12 maart 2011 in de Max Aicher Arena in Inzell, Duitsland. Titelhouder Sven Kramer ontbrak vanwege een blessure. De Nederlander Bob de Jong won de gouden medaille, voor zijn landgenoot Bob de Vries en de Rus Ivan Skobrev. Met een tijd van 12.59,61 reed Arjen van der Kieft de tweede tijd. Door het vergeten van zijn transponder werd hij echter gediskwalificeerd.

## Statistieken

### Uitslag
| #      | Naam                  | Land | Tijd        |
| ------ | --------------------- | ---- | ----------- |
| Goud   | Bob de Jong           | NED  | 12.48,20 BR |
| Zilver | Bob de Vries          | NED  | 13.04,62    |
| Brons  | Ivan Skobrev          | RUS  | 13.08,17    |
| 4      | Lee Seung-hoon        | KOR  | 13.08,83    |
| 5      | Shane Dobbin          | NZL  | 13.17,56    |
| 6      | Dmitri Babenko        | KAZ  | 13.19,59    |
| 7      | Håvard Bøkko          | NOR  | 13.22,86    |
| 8      | Marco Weber           | GER  | 13.26,84    |
| 9      | Henrik Christiansen   | NOR  | 13.30,94    |
| 10     | Jonathan Kuck         | USA  | 13.33,79    |
| 11     | Moritz Geisreiter     | GER  | 13.33,86    |
| 12     | Øystein Grødum        | NOR  | 13.39,00    |
| 13     | Joshua Lose           | AUS  | 13.39,71    |
| 14     | Alexej Baumgärtner    | GER  | 13.40,74    |
| 15     | Aleksandr Roemjantsev | RUS  | 13.44,32    |
| —      | Arjen van der Kieft   | NED  | DQ          |

### Loting
| Rit | Binnenbaan            | Buitenbaan          |
| --- | --------------------- | ------------------- |
| 1   | Aleksandr Roemjantsev | Øystein Grødum      |
| 2   | Alexej Baumgärtner    | Joshua Lose         |
| 3   | Henrik Christiansen   | Moritz Geisreiter   |
| 4   | Marco Weber           | Jonathan Kuck       |
| 5   | Dmitri Babenko        | Shane Dobbin        |
| 6   | Ivan Skobrev          | Arjen van der Kieft |
| 7   | Lee Seung-hoon        | Bob de Jong         |
| 8   | Bob de Vries          | Håvard Bøkko        |

1996 · 
1997 · 
1998 · 
1999 · 
2000 · 
2001 · 
2003 · 
2004 · 
2005 · 
2007 · 
2008 · 
2009 · 
2011 · 
2012 · 
2013 · 
2015 · 
2016 · 
2017 · 
2019 ·
2020 ·
2021 ·
2023 ·
2024 ·
2025